# Dvorac Maruševec
Dvorac Maruševec se nalazi u općini Maruševec u Varaždinskoj županiji.
Prvi se puta spominje 1547. kao vlasništvo obitelji Vragović. Posljednji od obitelji Vragović, Franjo Adam, imenovao je 1716. godine svog nasljednika Krstu pl. Črnkovečkog. Kako je on već iduće godine poginuo kod Zrina u borbi protiv Osmanlija, Maruševec postaje vlasništvo obitelj Pasztory, zatim Katonaj i naposljetku Patačića. Patačići su vlasnici dvorca do 1817. godine kada umire posljednji muški Patačić, nakon čega dvorac često mijenja vlasnike. 1873. dvorac je kupio pruski grof Artur Schlippenbach te ga je dogradio i dao mu današnji izgled. Schlippenbachovi nisu dugo uživali u dvorcu. Nakon smrti grofa 1881. u Kairu, dvorac je, zajedno s kurijom Čalincem, kupio dr. Oskar pl. Pongratz 1883. On je preoblikovao perivoj i izveo manje građevinske intervencije na dvorcu. U njihovom je vlasništvu dvorac bio sve do 1945. kada im biva oduzet nacionalizacijom, nakon čega se Pongratzi sele u Austriju. Do kraja 20. stoljeća dvorcem se je koristila Kršćanska adventistička crkva nakon čega je dvorac ponovno vraćen obitelji Pongratz.

## Zanimljivosti
U ovom su dvorcu snimljeni neki prizori iz hrvatskog filma Glembajevi.

## Vanjske poveznice
- Dvorac Maruševec  Arhivirana inačica izvorne stranice od 25. listopada 2016. (Wayback Machine)
- TZ Varaždinske županije (arhivirana stranica)